# 1268
سنة 1268 كانت سنة كبيسة تبدأ يوم الأحد (الرابط يظهر نموذج التقويم الكامل للسنة) من التقويم اليولياني.

## مواليد
- بياتريس دي أفيسنيس

## وفيات
- علي بن عدلان.
- كونرادين.